# Leigneux
Leigneux är en kommun i departementet Loire i regionen Auvergne-Rhône-Alpes i centrala Frankrike. Kommunen ligger i kantonen Boën som tillhör arrondissementet Montbrison. År 2022 hade Leigneux 361 invånare.

## Befolkningsutveckling
Antalet invånare i kommunen Leigneux
| Referens: INSEE |